# Holm of Papa
Holm of Papa, detta anche Holm of Papay, e chiamata localmente Papay Holm, è una piccola isola disabitata nell'arcipelago delle Orcadi, in Scozia. Si trova a meno di cento metri di distanza dall'isola di Papa Westray, dalla quale prende il nome.